# Giacomo di Maiorca (1274)
Giacomo d'Aragona (1274 – 1330) è stato principe ereditario del Regno di Maiorca.

## Biografia
Era figlio del re Giacomo II di Maiorca e di Esclarmonde di Foix.
Essendo il promogenito del re Giacomo era destinato a succedere al padre alla sua morte. La ragione di stato gli impose il matrimonio con Caterina I di Courtenay. Il matrimonio si prospettava infatti assai vantaggioso per il ramo collaterale degli Aragona a cui apparteneva Giacomo. Caterina infatti avrebbe portato al marito il titolo di Imperatore latino di Costantinopoli.
Nel 1299 Giacomo rinunciò al trono e al matrimonio preferendo intraprendere la vita ascetica. Entrò quindi in convento come frate francescano. 
Giacomo II poteva comunque contare su altri tre figli maschi legittimi pronti a succedergli. Il posto di Giacomo fu dunque preso dal secondogenito Sancho, succeduto nel 1311 col nome di Sancho I di Maiorca.
Caterina invece venne data in moglie a Carlo di Valois.

## Ascendenza
|                       |                             |                              | Genitori                      |  |  | Nonni |  |  | Bisnonni            |  |  | Trisnonni            |  |
|                       |                             |                              |                               |  |  |       |  |  | Pietro II d'Aragona |  |  | Alfonso II d'Aragona |  |
|                       |                             |                              |                               |  |  |       |  |  | Pietro II d'Aragona |  |  | Alfonso II d'Aragona |  |
|                       |                             | Sancha di Castiglia          |                               |  |  |       |  |  | Pietro II d'Aragona |  |  |                      |  |
| Giacomo I d'Aragona   |                             |                              |                               |  |  |       |  |  | Pietro II d'Aragona |  |  |                      |  |
|                       |                             | Maria di Montpellier         | Guglielmo VIII di Montpellier |  |  |       |  |  |                     |  |  |                      |  |
|                       |                             | Maria di Montpellier         | Guglielmo VIII di Montpellier |  |  |       |  |  |                     |  |  |                      |  |
|                       |                             | Maria di Montpellier         | Eudocia Comnena               |  |  |       |  |  |                     |  |  |                      |  |
| Giacomo II di Maiorca |                             | Maria di Montpellier         |                               |  |  |       |  |  |                     |  |  |                      |  |
|                       |                             | Andrea II d'Ungheria         | Béla III d'Ungheria           |  |  |       |  |  |                     |  |  |                      |  |
|                       |                             | Andrea II d'Ungheria         | Béla III d'Ungheria           |  |  |       |  |  |                     |  |  |                      |  |
|                       |                             | Andrea II d'Ungheria         | Agnese d'Antiochia            |  |  |       |  |  |                     |  |  |                      |  |
| Iolanda d'Ungheria    |                             | Andrea II d'Ungheria         |                               |  |  |       |  |  |                     |  |  |                      |  |
|                       |                             | Iolanda di Courtenay         | Pietro II di Courtenay        |  |  |       |  |  |                     |  |  |                      |  |
|                       |                             | Iolanda di Courtenay         | Pietro II di Courtenay        |  |  |       |  |  |                     |  |  |                      |  |
|                       |                             | Iolanda di Courtenay         | Iolanda di Fiandra            |  |  |       |  |  |                     |  |  |                      |  |
| Giacomo di Maiorca    |                             | Iolanda di Courtenay         |                               |  |  |       |  |  |                     |  |  |                      |  |
|                       | Ruggero Bernardo II di Foix | Raimondo Ruggero di Foix     |                               |  |  |       |  |  |                     |  |  |                      |  |
|                       | Ruggero Bernardo II di Foix | Raimondo Ruggero di Foix     |                               |  |  |       |  |  |                     |  |  |                      |  |
|                       | Ruggero Bernardo II di Foix | Filippa di Moncada           |                               |  |  |       |  |  |                     |  |  |                      |  |
| Ruggero IV di Foix    | Ruggero Bernardo II di Foix |                              |                               |  |  |       |  |  |                     |  |  |                      |  |
|                       |                             | Ermesinda di Castelbon       | Arnaldo di Castelbon          |  |  |       |  |  |                     |  |  |                      |  |
|                       |                             | Ermesinda di Castelbon       | Arnaldo di Castelbon          |  |  |       |  |  |                     |  |  |                      |  |
|                       |                             | Ermesinda di Castelbon       | Arnalda di Caboet             |  |  |       |  |  |                     |  |  |                      |  |
| Esclarmonde di Foix   |                             | Ermesinda di Castelbon       |                               |  |  |       |  |  |                     |  |  |                      |  |
|                       |                             | Raimondo Folch IV de Cardona | Guglielmo I de Cardona        |  |  |       |  |  |                     |  |  |                      |  |
|                       |                             | Raimondo Folch IV de Cardona | Guglielmo I de Cardona        |  |  |       |  |  |                     |  |  |                      |  |
|                       |                             | Raimondo Folch IV de Cardona | …                             |  |  |       |  |  |                     |  |  |                      |  |
| Brunisenda di Cardona |                             | Raimondo Folch IV de Cardona |                               |  |  |       |  |  |                     |  |  |                      |  |
|                       |                             | Agnese di Tarroja            | …                             |  |  |       |  |  |                     |  |  |                      |  |
|                       |                             | Agnese di Tarroja            | …                             |  |  |       |  |  |                     |  |  |                      |  |
|                       |                             | Agnese di Tarroja            | …                             |  |  |       |  |  |                     |  |  |                      |  |
|                       |                             | Agnese di Tarroja            |                               |  |  |       |  |  |                     |  |  |                      |  |